# Trigrad

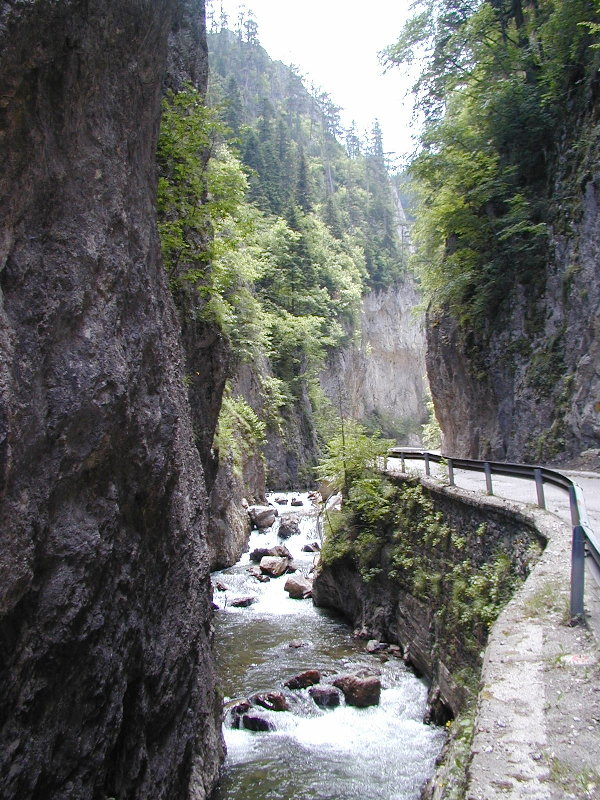
Gorges de Trigrad

Trigrad (en bulgare Триград) est un village de Bulgarie méridionale situé dans la municipalité de Devin, oblast de Smoljan. 

## Tourisme
Le village se trouve dans une région touristique du massif des Rhodopes, connue pour les Gorges de Trigrad, situées près du village, mais aussi pour la grotte de Jagodina, ainsi que la grotte dite des Gorges du diable, par laquelle Orphée serait descendu dans l'Hadès pour ramener Eurydice au royaume des vivants. Ces trois curiosités naturelles sont inscrites sur la liste des 100 sites touristiques de Bulgarie, catalogue des lieux les plus visités du pays.

## Population
Le village est peuplé de Pomaks, Bulgares de confession musulmane sunnite, ainsi que de Bulgares de confession orthodoxe. Le village possède une mosquée et une petite église.

## Fêtes
Chaque été au mois d'août, se déroule à Trigrad le festival dit des « mystères d'Orphée », qui constitue l'un des principaux événements de l'utilisation du mythe d'Orphée au cours de la saison touristique en Bulgarie. Selon la légende locale, Orphée serait originaire de la région.

## Notoriété
Sur l'île Livingston dans l'Antarctique, la Commission bulgare pour les toponymes antarctiques a donné à un col le nom de col de Trigrad.